# 戴復古

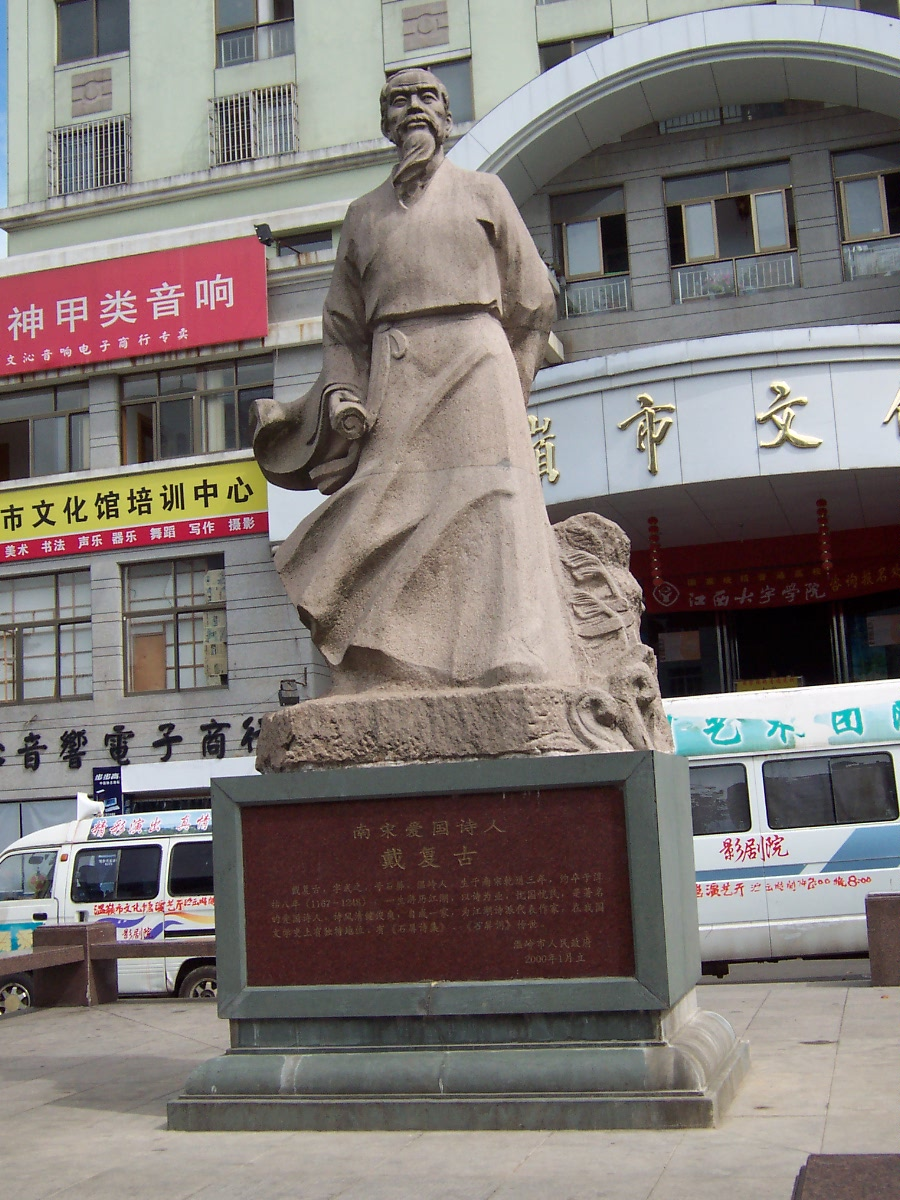
位于温岭市区的戴复古塑像

戴復古（1167年—1248年），字式之。天台南塘（今屬浙江省温岭市新河镇）人。常居南塘石屏山，故自号石屏，南宋江湖詩派詩人。
戴敏之子。南宋孝宗乾道三年（1167年）出生於天台道黃岩縣南塘屏山，自幼丧父，浪游江湖，“凡空迥奇特荒怪古僻之迹，靡不登历”。曾从陆游学诗，作品受晚唐诗风影响，兼具江西诗派风格。部分作品抒发爱国思想，反映人民疾苦，具有现实意义。其诗词格调高朗，诗笔俊爽，清健轻捷，工整自然，“往往作豪放语，锦丽是其本色。”他以詩鳴江湖間，樓鑰稱其“尤篤意古律……又登三山陆放翁之门，而诗益进”，真德秀《石屏词跋》云：“戴复古诗词，高处不减孟浩然。”淳祐四年（1244年）尚在世。淳祐七年（1247年）三月十三日卒。
戴复古作品在南宋影响頗大，“以诗鸣东南半天下”，其中尤以《柳梢青》和《洞仙歌》两首流传最廣。《柳梢青》写词人登临岳阳楼，远眺洞庭湖，望见秋水深深，波光万顷，楼头独立，吟诗朗朗，好不痛快；然念及国家危难，山河破碎，知音寥落，又不禁唏嘘感慨，心情沉痛。眼前只有君山不老，自古如今。《洞仙歌》则以清新俚俗之语言描绘画城中重阳时节的酒肆风光，使人如见其景，如闻其声。戴復古后裔有名者乃清代尚书戴联奎，清节自励，拒和珅之邀，为其子丰绅殷德师。传世有《石屏集》六卷，《石屏长短句》一卷。

## 詩選
《柳梢青·岳陽樓》
袖劍飛吟。

洞庭青草，秋水深深。

萬頃波光，岳陽樓上，一快披襟。

不須攜酒登臨。

問有酒、何人共斟？

變盡人間，君山一點，自古如今。
《江村晚眺》
江頭落日照平沙，潮退漁船閣岸斜。

白鳥一雙臨水立，見人驚起入蘆花。　
《初夏遊張園》
乳鴨池塘水淺深，熟梅天氣半陰晴。

東園載酒西園醉，摘盡枇杷一樹金。